# Hasselo
Hasselo is een voormalige buurtschap in Twente, die thans is opgegaan in de wijk Hasseler Es van de gemeente Hengelo in de Nederlandse provincie Overijssel.

## Geschiedenis
Op de goederenlijst van het klooster in Werden wordt Hasselo reeds als Hasloe vermeld. De buurschap Hasselo viel onder het richterambt Oldenzaal. De marke werd omgeven door de marken Deurningen, Groot Driene, Hertme, Klein Driene, Lonneker, Woolde en Zenderen. In 1811 werd het richterambt Oldenzaal opgesplitst in de gemeenten Losser en Weerselo. Hasselo hoorde onder de gemeente Weerselo. Kerkelijk gezien viel het onder de parochie van Deurningen. Tot 1 januari 1972 behoorde Hasselo tot de gemeente Weerselo. Hierna werd het gebied bij de gemeente Hengelo gevoegd ten behoeve van uitbreiding van deze laatstgenoemde plaats en werd er de wijk Hasseler Es gebouwd.
Stad: Hengelo     
Dorp: Beckum     
Buurtschappen: Oele · Twekkelo (deels) · Woolde

Overijssel · Steden en dorpen in Overijssel      Nederland · Provincies · Gemeenten